# Fußball-Weltmeisterschaft der Frauen 2023/Gruppe A
| Pl. | Land        | Sp. | S | U | N | Tore    | Diff. | Punkte |
| --- | ----------- | --- | - | - | - | ------- | ----- | ------ |
| 1.  | Schweiz     | 3   | 1 | 2 | 0 | 002:000 | +2    | 05     |
| 2.  | Norwegen    | 3   | 1 | 1 | 1 | 006:100 | +5    | 04     |
| 3.  | Neuseeland  | 3   | 1 | 1 | 1 | 001:100 | ±0    | 04     |
| 4.  | Philippinen | 3   | 1 | 0 | 2 | 001:800 | −7    | 03     |

Gruppe A der Fußball-Weltmeisterschaft der Frauen 2023:

## Neuseeland – Norwegen 1:0 (0:0)
| Neuseeland                                                     | Neuseeland | Norwegen | Norwegen |
| -------------------------------------------------------------- | --- | --- | -------- |
| Neuseeland                                                     | \| 1. Spieltag \| \| 20. Juli um 19:00 Uhr (09:00 Uhr MESZ) in Auckland (Eden Park) \| \| Zuschauer: 42.137 \| \| Schiedsrichterin: Yoshimi Yamashita ( Japan) 1 \| \| Spielbericht \|                                                                                              | \| 1. Spieltag \| \| 20. Juli um 19:00 Uhr (09:00 Uhr MESZ) in Auckland (Eden Park) \| \| Zuschauer: 42.137 \| \| Schiedsrichterin: Yoshimi Yamashita ( Japan) 1 \| \| Spielbericht \| | Norwegen |
| Neuseeland                                                     | Victoria Esson – Catherine Bott, Rebekah Stott (70. Claudia Bunge), Katie Bowen, Ali Riley – Indiah-Paige Riley, Ria Percival, Malia Steinmetz, Betsy Hassett – Jacqui Hand (90.+4' Gabi Rennie), Hannah Wilkinson (86. Paige Satchell) Cheftrainerin: Jitka Klimková ( Tschechien) | Aurora Watten Mikalsen – Thea Bjelde (90.+3' Anja Sønstevold), Maren Mjelde , Mathilde Harviken, Tuva Hansen – Ingrid Syrstad Engen, Frida Leonhardsen Maanum (74. Vilde Bøe Risa), Guro Reiten – Caroline Graham Hansen, Ada Hegerberg, Julie Blakstad (56. Emilie Bosshard Haavi) Cheftrainerin: Hege Riise | Norwegen |
| Neuseeland                                                     | 1:0 Wilkinson (48.) | | Norwegen |
| Neuseeland                                                     | Haavi (85.) | | Norwegen |
| Neuseeland                                                     | Percival verschießt Handelfmeter nach Videobeweis an die Latte. (90.) 1. Sieg in einem WM-Spiel für Neuseeland (Frauen und Männer) | | Norwegen |
| Neuseeland                                                     | Erstmals bei einer Fußball-Weltmeisterschaft wurde die Entscheidung nach einem Videobeweis (auf Handelfmeter in der 90. Minute) von der Schiedsrichterin per Mikrofon über die Stadionlautsprecher verkündet.                                                                       | | Norwegen |
| Neuseeland                                                     | Spieler des Spiels: Hannah Wilkinson (Neuseeland) | | Norwegen |
| 1. Spieltag                                                    | | |          |
| 20. Juli um 19:00 Uhr (09:00 Uhr MESZ) in Auckland (Eden Park) | | |          |
| Zuschauer: 42.137                                              | | |          |
| Schiedsrichterin: Yoshimi Yamashita ( Japan) 1                 | | |          |
| Spielbericht                                                   | | |          |

## Philippinen – Schweiz 0:2 (0:1)
| Philippinen                                                              | Philippinen | Schweiz | Schweiz |
| ------------------------------------------------------------------------ | --- | --- | ------- |
| Philippinen                                                              | \| 1. Spieltag \| \| 21. Juli um 17:00 Uhr (07:00 Uhr MESZ) in Dunedin (Forsyth Barr Stadium) \| \| Zuschauer: 13.711 \| \| Schiedsrichterin: Vincentia Amedome ( Togo) 2 \| \| Spielbericht \|                                                                                                 | \| 1. Spieltag \| \| 21. Juli um 17:00 Uhr (07:00 Uhr MESZ) in Dunedin (Forsyth Barr Stadium) \| \| Zuschauer: 13.711 \| \| Schiedsrichterin: Vincentia Amedome ( Togo) 2 \| \| Spielbericht \| | Schweiz |
| Philippinen                                                              | Olivia Davies-McDaniel – Hali Long , Jessika Cowart, Angela Beard – Alicia Barker, Quinley Quezada (70. Isabella Flanigan), Jaclyn Sawicki, Sara Eggesvik (70. Meryll Serrano), Sofia Harrison – Katrina Guillou, Sarina Bolden (81. Chandler McDaniel) Cheftrainer: Alen Stajcic ( Australien) | Gaëlle Thalmann – Eseosa Aigbogun, Luana Bühler, Julia Stierli, Noelle Maritz – Coumba Sow, Lia Wälti (75. Sandrine Mauron), Géraldine Reuteler (90. Meriame Terchoun), Seraina Piubel (90. Nadine Riesen), Ramona Bachmann (70. Alisha Lehmann) – Ana Maria Crnogorčević Cheftrainerin: Inka Grings ( Deutschland) | Schweiz |
| Philippinen                                                              | 0:1 Bachmann (45., Foulelfmeter) 0:2 Piubel (64.) | | Schweiz |
| Philippinen                                                              | Harrison (38.) | Bachmann (8.), Maritz (83.) | Schweiz |
| Philippinen                                                              | Abseitstor durch Guillou zurückgenommen (16.) | | Schweiz |
| Philippinen                                                              | Spieler des Spiels: Ramona Bachmann (Schweiz) | | Schweiz |
| 1. Spieltag                                                              | | |         |
| 21. Juli um 17:00 Uhr (07:00 Uhr MESZ) in Dunedin (Forsyth Barr Stadium) | | |         |
| Zuschauer: 13.711                                                        | | |         |
| Schiedsrichterin: Vincentia Amedome ( Togo) 2                            | | |         |
| Spielbericht                                                             | | |         |

## Neuseeland – Philippinen 0:1 (0:1)
| Neuseeland                                                                         | Neuseeland | Philippinen | Philippinen |
| ---------------------------------------------------------------------------------- | --- | --- | ----------- |
| Neuseeland                                                                         | \| 2. Spieltag \| \| 25. Juli um 17:30 Uhr (07:30 Uhr MESZ) in Wellington (Wellington Regional Stadium) \| \| Zuschauer: 32.357 \| \| Schiedsrichterin: Katia García ( Mexiko) 3 \| \| Spielbericht \|                                                                         | \| 2. Spieltag \| \| 25. Juli um 17:30 Uhr (07:30 Uhr MESZ) in Wellington (Wellington Regional Stadium) \| \| Zuschauer: 32.357 \| \| Schiedsrichterin: Katia García ( Mexiko) 3 \| \| Spielbericht \| | Philippinen |
| Neuseeland                                                                         | Victoria Esson – Catherine Bott, Rebekah Stott, Katie Bowen, Ali Riley – Indiah-Paige Riley (46. Olivia Chance), Ria Percival (83. Grace Jale), Malia Steinmetz, Betsy Hassett (46. Annalie Longo) – Jacqui Hand, Hannah Wilkinson Cheftrainerin: Jitka Klimková ( Tschechien) | Olivia Davies-McDaniel – Hali Long , Jessika Cowart (83. Ryley Bugay), Angela Beard – Alicia Barker (70. Tahnai Annis), Quinley Quezada (70. Dominique Randle), Jaclyn Sawicki, Sara Eggesvik (63. Isabella Flanigan), Sofia Harrison – Katrina Guillou, Sarina Bolden (83. Carleigh Frilles) Cheftrainer: Alen Stajcic ( Australien) | Philippinen |
| Neuseeland                                                                         | 0:1 Bolden (24.) | | Philippinen |
| Neuseeland                                                                         | Wilkinson (42.) | Beard (49.) | Philippinen |
| Neuseeland                                                                         | Spieler des Spiels: Olivia Davies-McDaniel (Philippinen) | | Philippinen |
| 2. Spieltag                                                                        | | |             |
| 25. Juli um 17:30 Uhr (07:30 Uhr MESZ) in Wellington (Wellington Regional Stadium) | | |             |
| Zuschauer: 32.357                                                                  | | |             |
| Schiedsrichterin: Katia García ( Mexiko) 3                                         | | |             |
| Spielbericht                                                                       | | |             |

## Schweiz – Norwegen 0:0
| Schweiz                                                              | Schweiz | Norwegen | Norwegen |
| -------------------------------------------------------------------- | --- | --- | -------- |
| Schweiz                                                              | \| 2. Spieltag \| \| 25. Juli um 20:00 Uhr (10:00 Uhr MESZ) in Hamilton (Waikato Stadium) \| \| Zuschauer: 10.769 \| \| Schiedsrichterin: Stéphanie Frappart ( Frankreich) 4 \| \| Spielbericht \|                                                                                               | \| 2. Spieltag \| \| 25. Juli um 20:00 Uhr (10:00 Uhr MESZ) in Hamilton (Waikato Stadium) \| \| Zuschauer: 10.769 \| \| Schiedsrichterin: Stéphanie Frappart ( Frankreich) 4 \| \| Spielbericht \| | Norwegen |
| Schweiz                                                              | Gaëlle Thalmann – Eseosa Aigbogun, Noelle Maritz, Julia Stierli, Nadine Riesen – Coumba Sow, Lia Wälti , Géraldine Reuteler (78. Sandrine Mauron), Seraina Piubel (88. Meriame Terchoun), Ramona Bachmann (90.+3' Marion Rey) – Ana Maria Crnogorčević Cheftrainerin: Inka Grings ( Deutschland) | Aurora Watten Mikalsen – Thea Bjelde (88. Marit Bratberg Lund), Maren Mjelde , Mathilde Harviken, Tuva Hansen (73. Anja Sønstevold) – Frida Leonhardsen Maanum, Vilde Bøe Risa (88. Ingrid Syrstad Engen), Guro Reiten – Amalie Vevle Eikeland (57. Caroline Graham Hansen), Sophie Román Haug (73. Karina Sævik), Emilie Bosshard Haavi Cheftrainerin: Hege Riise | Norwegen |
| Schweiz                                                              | 100. Länderspiel von Caroline Graham Hansen | | Norwegen |
| Schweiz                                                              | Spieler des Spiels: Gaëlle Thalmann (Schweiz) | | Norwegen |
| 2. Spieltag                                                          | | |          |
| 25. Juli um 20:00 Uhr (10:00 Uhr MESZ) in Hamilton (Waikato Stadium) | | |          |
| Zuschauer: 10.769                                                    | | |          |
| Schiedsrichterin: Stéphanie Frappart ( Frankreich) 4                 | | |          |
| Spielbericht                                                         | | |          |

## Schweiz – Neuseeland 0:0
| Schweiz                                                                  | Schweiz | Neuseeland | Neuseeland |
| ------------------------------------------------------------------------ | --- | --- | ---------- |
| Schweiz                                                                  | \| 3. Spieltag \| \| 30. Juli um 19:00 Uhr (09:00 Uhr MESZ) in Dunedin (Forsyth Barr Stadium) \| \| Zuschauer: 25.947 \| \| Schiedsrichter: Tori Penso ( Vereinigte Staaten) 5 \| \| Spielbericht \| | \| 3. Spieltag \| \| 30. Juli um 19:00 Uhr (09:00 Uhr MESZ) in Dunedin (Forsyth Barr Stadium) \| \| Zuschauer: 25.947 \| \| Schiedsrichter: Tori Penso ( Vereinigte Staaten) 5 \| \| Spielbericht \| | Neuseeland |
| Schweiz                                                                  | Gaëlle Thalmann – Eseosa Aigbogun, Noelle Maritz, Julia Stierli, Nadine Riesen – Coumba Sow, Lia Wälti , Géraldine Reuteler (71. Alisha Lehmann), Seraina Piubel (85. Viola Calligaris), Ramona Bachmann (85. Sandrine Mauron) – Ana Maria Crnogorčević (90.+4' Meriame Terchoun) Cheftrainerin: Inka Grings ( Deutschland) | Victoria Esson – Catherine Bott, Rebekah Stott (62. Claudia Bunge), Katie Bowen, Ali Riley – Annalie Longo (62. Betsy Hassett), Malia Steinmetz, Ria Percival (72. Grace Jale), Olivia Chance (46. Indiah-Paige Riley) – Jacqui Hand, Hannah Wilkinson (82. Gabi Rennie) Cheftrainerin: Jitka Klimková ( Tschechien) | Neuseeland |
| Schweiz                                                                  | Spieler des Spiels: Ana Maria Crnogorčević (Schweiz) | | Neuseeland |
| 3. Spieltag                                                              | | |            |
| 30. Juli um 19:00 Uhr (09:00 Uhr MESZ) in Dunedin (Forsyth Barr Stadium) | | |            |
| Zuschauer: 25.947                                                        | | |            |
| Schiedsrichter: Tori Penso ( Vereinigte Staaten) 5                       | | |            |
| Spielbericht                                                             | | |            |

## Norwegen – Philippinen 6:0 (3:0)
| Norwegen                                                       | Norwegen | Philippinen | Philippinen |
| -------------------------------------------------------------- | --- | --- | ----------- |
| Norwegen                                                       | \| 3. Spieltag \| \| 30. Juli um 19:00 Uhr (09:00 Uhr MESZ) in Auckland (Eden Park) \| \| Zuschauer: 34.697 \| \| Schiedsrichter: Marie-Soleil Beaudoin ( Kanada) 6 \| \| Spielbericht \| | \| 3. Spieltag \| \| 30. Juli um 19:00 Uhr (09:00 Uhr MESZ) in Auckland (Eden Park) \| \| Zuschauer: 34.697 \| \| Schiedsrichter: Marie-Soleil Beaudoin ( Kanada) 6 \| \| Spielbericht \|                                                                                 | Philippinen |
| Norwegen                                                       | Aurora Watten Mikalsen – Thea Bjelde (68. Anja Sønstevold), Maren Mjelde , Mathilde Harviken (81. Guro Bergsvand), Tuva Hansen – Frida Leonhardsen Maanum (68. Ingrid Syrstad Engen), Vilde Bøe Risa, Guro Reiten – Caroline Graham Hansen (81. Anna Langås Jøsendal), Sophie Román Haug, Emilie Bosshard Haavi (68. Karina Sævik) Cheftrainerin: Hege Riise | Olivia Davies-McDaniel – Alicia Barker (57. Dominique Randle), Hali Long , Jessika Cowart, Angela Beard – Quinley Quezada, Sara Eggesvik, Jaclyn Sawicki, Katrina Guillou – Sarina Bolden, Isabella Flanigan (57. Sofia Harrison) Cheftrainer: Alen Stajcic ( Australien) | Philippinen |
| Norwegen                                                       | 1:0 Román Haug (6.) 2:0 Román Haug (17.) 3:0 Graham Hansen (31.) 4:0 Barker (48., Eigentor) 5:0 Reiten (53., Foulelfmeter) 6:0 Román Haug (90.+5') | | Philippinen |
| Norwegen                                                       | Bøe Risa (86.) | Guillou (54.) | Philippinen |
| Norwegen                                                       | Harrison (67.) | | Philippinen |
| Norwegen                                                       | 100. Länderspiel von Emilie Bosshard Haavi; Foulelfmeter nach Videobeweis (52.) | Rote Karte für Harrison nach Videobeweis (67.) | Philippinen |
| Norwegen                                                       | Spieler des Spiels: Sophie Román Haug (Norwegen) | | Philippinen |
| 3. Spieltag                                                    | | |             |
| 30. Juli um 19:00 Uhr (09:00 Uhr MESZ) in Auckland (Eden Park) | | |             |
| Zuschauer: 34.697                                              | | |             |
| Schiedsrichter: Marie-Soleil Beaudoin ( Kanada) 6              | | |             |
| Spielbericht                                                   | | |             |